# Jean-Lucien Savi de Tové
Jean-Lucien Kwassi Lanyo Savi de Tové, né le 7 mai 1939 à Lomé, est un homme d'État togolais, président de la République togolaise depuis le 3 mai 2025.

## Biographie

### Jeunesse
Jean-Lucien Savi de Tové naît à Lomé,. Il est membre de l'ethnie éwé. Il est diplômé de l'université de Bordeaux en droit , titulaire d'un doctorat en sciences politiques de l'Université Paris-Sorbonne et d'un diplôme en études de développement économique de l'Université de Naples.

### Carrière
À la suite du coup d'État militaire de janvier 1967, il est nommé secrétaire général du ministère des Affaires étrangères le 6 février 1967. Kouanvi Tigoue est nommé pour le remplacer à titre intérimaire en 1974, puis il est remplacé par Kodjo de Medeiros à titre permanent en 1975.
Accusé d'avoir fomenté un coup d'État avec plusieurs autres personnalités politiques, dont Gilchrist Olympio, un mandat d'arrêt est délivré le 12 juillet 1979 et il est emprisonné. Il est reconnu coupable avec quatre autres personnes en août 1979 et condamné à dix ans de prison.
À la suite de la légalisation du multipartisme au Togo, Savi de Tové fonde le Parti des démocrates pour l'unité (PDU),. Estimant que le Premier ministre Joseph Kokou Koffigoh était devenu trop coopératif avec le président Gnassingbé Eyadéma, le collectif de l'opposition démocratique choisit Savi de Tové comme Premier ministre,, lors d'une réunion à Cotonou (Bénin) le 22 mars 1993,. Le gouvernement officiel rejette toutefois cette nomination,. Il poursuit son engagement en se présentant aux élections législatives de 1994, sans étiquette, mais n'est pas élu.
Le PDU fusionne avec trois autres partis, l'UTD et l'UTS, en 1999 pour créer la Convergence patriotique panafricaine (CPP), avec Edem Kodjo comme président. Il est alors nommé premier vice-président du CPP,.
Savi de Tové a été nommé au gouvernement en tant que ministre du Commerce, de l'Industrie et de l'Artisanat le 20 juin 2005. Il est renouvelé à ce poste dans le gouvernement de Yawovi Agboyibo. À la fin du dialogue intertogolais de 2006, il signe l'accord politique qui en résulte au nom du CPP. Lors de l'élection parlementaire d'octobre 2007, il se présente en tant que premier candidat sur la liste des candidats du CPP dans la préfecture de Zio, mais le parti ne remporte aucun siège. Il est limogé du gouvernement en décembre 2007.
Savi de Tové est nommé président du Cadre permanent de dialogue et de concertation (CPDC), organe consultatif officiel, le 27 mai 2009.
Le 3 mai 2025, il est élu président de la République, un poste honorifique, succédant à Faure Gnassingbé, devenu président du Conseil,. Âgé de 86 ans, il devient le chef de l’État le plus vieux de l'histoire du Togo.

## Décorations
- Commandeur de l'ordre du Mono (2006)[28]